# Ruta nacional PE-1N K
La Ruta nacional PE-1N K, conocido como carretera Piura-Bayóvar, es la denominación que se le conoce a la ramal de la carretera Panamericana Norte que une las provincias de Piura y Sechura en el norte del Perú.
Tiene 90.791 kilómetros de longitud. La vía se encuentra asfaltada. Es la principal ruta a la ciudad de Sechura y el bajo Piura. Su trayectoria es Emp. PE-1N (Dv. Catacaos) – Catacaos – Pte. Independencia – Pte. Independencia I – La Arena – Vice – Sechura – PTE. Virrila – Emp. PE-04 (Dv. Bayovar).